# François de Poilly
François de Poilly, (Abbeville, 1623-París, 1 de abril de 1693) fue un grabador y editor de estampas francés.

## Biografía
Nacido de un padre orfebre que le dio sus primeras lecciones de dibujo y le envió como aprendiz, en noviembre de 1638, al grabador parisino Pierre Daret, Poilly, influido por el ejemplo de Claude Mellan, se marchó luego a Roma, donde permaneció siete años con Cornelius Bloemaert. Fue en el estudio de este pintor y grabador holandés donde dominó su arte.

Il réussit parfaitement dans cette manière, où la sorte de froideur qui en est inséparable, est entièrement gazée par la douceur, le moelleux et la beauté du faire ; par le rare talent qu'avait Poilly de conserver les grâces, la noblesse et la précision des tableaux qu'il gravait ; avantage résultant de ce qu'il était excellent dessinateu
Lo consiguió perfectamente de esta manera, en la que la clase de frialdad que es inseparable de ella, está totalmente superada por la suavidad, la dulzura y la belleza de la realización; por el raro talento que Poilly tenía para conservar las gracias, la nobleza y la precisión de los cuadros que grababa; ventaja resultante del hecho de que era un excelente dibujante.

La obra de Poilly cuenta con unas 400 piezas. Grabó principalmente temas religiosos, según obras de Rafael, Guido Reni, Annibale Carracci, Pierre Mignard, Charles Le Brun, Nicolas Poussin, Sébastien Bourdon y Eustache Lesueur.
Su alumno Jean-Louis Roullet dejó un notable retrato de él, sobre el que escribe Pierre-Jean Mariette:

Roullet avait commencé de [le] graver par motif de reconnaissance, et il en voulait faire un présent aux enfants de Poilly, son ancien maître ; mais il mourut sur cet ouvrage et le laissa imparfait. Pierre Drevet se chargea de le rachever et le voulut aussi faire gratuitement ; l'on reconnaît aisément son travail dans la perruque et dans plusieurs parties de la tête. C'est M. Poilly, le fils de François, qui m'a appris cette particularité
Roullet había comenzado a grabarlo por gratitud, y quería hacer un regalo a los hijos de Poilly, su antiguo maestro; pero murió en el transcurso de este trabajo y lo dejó incompleto. Pierre Drevet se encargó de redimensionarlo y además quiso hacerlo gratuitamente; se puede reconocer fácilmente su trabajo en la cabellera y en varias partes de la cabeza. Fue el señor Poilly, hijo de François, quien me enseñó esta particularidad.

## Descendencia y familia
François de Poilly, casado con Marguerite Weyen, tuvo al menos dos hijos, Herman (1659-1694) y François II (1666-1741), también grabadores. El hermano menor de François, Nicolas de Poilly (1626-1698), también se convirtió en grabador, al igual que sus tres hijos, Jean (1669-1728), François de Poilly III (1671-1723) y Nicolas (1675-1723).